# Ricanula distincta
Ricanula distincta är en insektsart som först beskrevs av Melichar 1903.  Ricanula distincta ingår i släktet Ricanula och familjen Ricaniidae. Inga underarter finns listade i Catalogue of Life.